# West Samoset
West Samoset – jednostka osadnicza w Stanach Zjednoczonych, w stanie Floryda, w hrabstwie Manatee.